# Abram Mejerowitsch Kagan
Abram Mejerowitsch Kagan, russisch Абрам Меерович Каган, (* 10. Dezember 1936 in Moskau) ist ein US-amerikanischer aus der Sowjetunion stammender Mathematiker.

## Leben
Kagan studierte an der Universität Taschkent mit dem Diplomabschluss und wurde 1963 an der Staatlichen Universität Sankt Petersburg bei Juri Linnik promoviert (Untersuchungen über die statistische Schätztheorie). 1967 wurde er habilitiert (russischer Doktortitel). 1965 bis 1988 war er Wissenschaftler am Steklow-Institut in Leningrad. Seit 1988 ist er an der University of Maryland, College Park, an der er Professor ist.
Er befasst sich mit mathematischer Statistik (Parameterschätzung, verallgemeinerte linearen Modellen, der Fisher-Information, suffiziente Statistiken, Exponentialfamilien und Charakterisierungsproblemen).
Seine Hobbys sind Schachspiel (er spielte in der Sowjetunion und in den USA Turniere), Schwimmen und Skifahren.

## Schriften (Auswahl)
- mit Juri Linnik, C. R. Rao: Characterization problems in mathematical statistics, Wiley 1973 (russisch bei Nauka 1972)